# 小濱新次
小濱 新次（こはま しんじ、1915年（大正4年）5月12日 - 2005年（平成17年）7月30日）は、日本の政治家。衆議院議員（4期）を務めた。

## 経歴
茨城県結城郡千代川村（現在の下妻市）出身。出羽海部屋に入門し、1930年10月場所で初土俵を踏む。
1936年（昭和11年）1月場所で幕下に上がったが、徴兵検査を受けて海軍に入り、横須賀鎮守府に勤務した。その後は相撲界に復帰することなく、1941年（昭和16年）5月場所限りで廃業した。最高位は東幕下10枚目だった。
後に海軍航海学校高等科で航海術を学び、海軍兵学校教員となる。終戦後、神奈川県で露天商（下駄販売）を始め、第1回国民体育大会から相撲を再び取り始め神奈川県代表として出場した。
1959年（昭和34年）、横浜市会議員（西区選挙区）に就任し、2期務めた。
1967年（昭和42年）、第31回衆議院議員総選挙で旧神奈川3区から公明党公認で立候補し当選した。衆議院議員は通算4期務めた。
1980年（昭和55年）の第36回総選挙で次点で落選し、政界を引退した。
2005年に死去した。生前は関東相撲連盟会長なども務めた。

## 栄典
- 1985年 - 勲二等瑞宝章[1]。